# 郷州征宜
郷州 征宜（ごうしゅう まさのぶ、1986年4月10日 - ）は、日本の男性元キックボクサー。神奈川県秦野市出身。K-1ジム総本部チームペガサス所属。元Krushスーパーフェザー級（-60kg）王者。

## 来歴
生まれながらにして難聴の障がいがあり、幼少の頃にいじめを受けた経験もある。運動が得意だったため野球を始めたところ、才能が開花。秦野リトルシニアに所属していた2001年には、日本代表としてリトルリーグ全米選手権に出場した。東海大学付属甲府高等学校在学時には、2004年第86回全国高等学校野球選手権大会に出場してベスト4まで進出、代打として2安打を記録した。
2006年～2009年まで湘南ひらつかマルユウベースボールクラブに所属していた。
高校卒業後、キックボクシングに出会い、PHOENIX所属として、2011年RISE主催のアマチュア大会KAMINARIMON全日本トーナメント65kg級で優勝し大会MVPに選出される。その実績を引っ提げ、2011年11月23日、RISE 85にて宮崎就斗戦でプロデビュー。判定勝ちを収める。当時はリングネームの郷州 力(ごうしゅう りき)で試合をしていた。
2012年10月25日、開道に勝利しRISING ROOKIES CUPスーパーフェザー級で優勝。
2014年1月25日、RISEスーパーフェザー級タイトルマッチにて、王者小宮山工介に挑戦するも、判定負け。プロデビューから11戦目にして、初黒星を喫する。
2015年7月12日、REBELS -60級タイトルマッチにて、王者町田光に挑戦するが、判定負け。タイトルマッチに2連敗。
2015年7月12日、第4代RISEスーパーフェザー級王座決定トーナメントに抜擢され、準決勝で野辺広大と対戦し、判定負け。またも悲願のベルト獲得はならなかった。
2016年、これまでアマチュア時代から所属していた、PHOENIXよりK-1ジム総本部 チームペガサスへ移籍。キックボクシングを始めるきっかけであったK-1の出場を目指すこととなる。
2016年4月24日、K-1 WORLD GP 2016 IN JAPAN ～-60kg日本代表決定トーナメント～にて、神戸翔太戦でK-1デビューするも、判定負けを喫する。
2017年4月2日、Krush.75にて、第5代Krush -60kg王座決定トーナメント準決勝で、安保璃紅と対戦するも、判定負け。またも王座獲得はならなかった。
2017年5月28日、Krush.76にて、Krush -60kg次期挑戦者決定トーナメントの準決勝に出場予定だった島野浩太郎の出場辞退に伴い、代替選手に抜擢され、闘士と対戦し、2Rボディへヒザ蹴りが決まってのKO勝ち。トーナメント決勝戦に進出した。
2017年8月6日、Krush.78にて、Krush -60kg次期挑戦者決定トーナメント決勝戦で大沢文也と対戦。ダウンを奪うなどして圧倒し、判定勝ち。王者安保璃紅への挑戦権を獲得すると同時に、Krush -60kg王座決定戦で敗れた安保へのリベンジのチャンスを得た。

### Krush -60kg王座獲得
2017年10月1日、Krush.81にて、Krush -60kgタイトルマッチで王者安保璃紅に挑戦。郷州の夫人が書いた直筆イラスト付きの応援タオルを手にした大勢のファンから声援が送られる中、一進一退の攻防から徐々に攻め込まれ形勢不利になるが、試合終了15秒前に、安保の飛びヒザ蹴りに、左ストレートをカウンターで合わせて逆転のダウンを奪い、判定勝ち。自身3回目の王座挑戦で、悲願のベルトを手にした。マイクパフォーマンスで、ジムの会長や仲間、勤務先やスポンサー企業、家族への感謝の言葉、そして自らと同じ耳の聞こえない子供達へ「諦めなければ、健常者の中でも一番になれる」という、夢を諦めずに努力する大切さを述べた後に、夫人をリングに呼び込み、「チャンピオンになったらしてほしい」と約束していたお姫様抱っこをして、会場からも温かい拍手が送られた。
2018年3月21日、K-1 WORLD GP 2018 JAPAN ～K'FESTA.1～にてK-1 WORLD GP 第4代スーパー・フェザー級王座決定トーナメントに出場。一回戦でドイツのデニス・ウォーシックに2-0で判定勝利するが、準決勝で武尊にKO負けを喫した。
2018年6月30日、Krush.89のKrushスーパーフェザー級タイトルマッチで挑戦者の島野浩太朗と対戦し、判定負けを喫し王座防衛に失敗した。
2018年9月24日、K-1 WORLD GP 2018 JAPAN
～初代クルーザー級王座決定トーナメント～において3月に対戦予定であったティルーム・ナドロフ（ロシア）との対戦が決定していたが、ナドロフの怪我により代役のスアレック ・ルークカムイ（タイ）と対戦し判定負けを喫した。
2022年7月7日、現役引退が発表された。
2022年8月27日krush140において引退セレモニーが行われ現役生活の幕を閉じた。

## 人物
2016年、聴覚障がい者の交流会で知り合った一般女性と結婚。
ハートネットTVの取材において、障がいを言い訳に現実から目を背けてしまった時期があったことを明かし、今でもそのことを後悔して何事にも正面から向き合うことを信条としている。

## 戦績
| キックボクシング 戦績 | キックボクシング 戦績 | キックボクシング 戦績 | キックボクシング 戦績 | キックボクシング 戦績 | キックボクシング 戦績 | キックボクシング 戦績 |
| --------------------- | --------------------- | --------------------- | --------------------- | --------------------- | --------------------- | --------------------- |
| 36 試合               | (T)KO                 | 判定                  | その他                | 引き分け              | 無効試合              |                       |
| 25 勝                 | 7                     | 18                    | 0                     | 0                     | 0                     |                       |
| 11 敗                 | 2                     | 9                     | 0                     | 0                     | 0                     |                       |

| 勝敗 | 対戦相手                 | 試合結果               | 大会名 | 開催年月日     |
| ×    | 友尊                     | 3R終了 判定0-3         | Krush.101                                                                                                  | 2019年5月18日  |
| ×    | 小宮山工介               | 3R終了 判定0-3         | K-1 WORLD GP 2019 JAPAN ～K'FESTA.2～                                                                      | 2019年3月10日  |
| ○    | 山本直樹                 | 3R+延長1R終了 判定3-0  | Krush.96                                                                                                   | 2018年12月16日 |
| ×    | スアレック・ルークカムイ | 3R終了 判定0-3         | K-1 WORLD GP 2018 JAPAN ～初代クルーザー級王座決定トーナメント～                                           | 2018年9月24日  |
| ×    | 島野浩太朗               | 3R終了 判定0-3         | Krush.89 【Krush スーパーフェザー級タイトルマッチ】                                                        | 2018年6月30日  |
| ×    | 武尊                     | 1R 2:24 KO（右フック） | K-1 WORLD GP 2018 JAPAN ～K'FESTA.1～ 【K-1 WORLD GP 第4代スーパー・フェザー級王座決定トーナメント準決勝】 | 2018年3月21日  |
| ○    | デニス・ウォーシック     | 3R終了 判定3-0         | K-1 WORLD GP 2018 JAPAN ～K'FESTA.1～ 【K-1 WORLD GP 第4代スーパー・フェザー級王座決定トーナメント1回戦】  | 2018年3月21日  |
| ○    | 安保璃紅                 | 3R終了 判定3-0         | Krush.81 【Krush -60kgタイトルマッチ】                                                                     | 2017年10月1日  |
| ○    | 大沢文也                 | 3R終了 判定3-0         | Krush.78 【Krush -60kg次期挑戦者決定トーナメント決勝戦】                                                   | 2017年8月6日   |
| ○    | 闘士                     | 3R 2:08 KO             | Krush.76 【Krush -60kg次期挑戦者決定トーナメント準決勝】                                                   | 2017年5月28日  |
| ×    | 安保璃紅                 | 3R終了 判定0-3         | Krush.75 【第5代Krush -60kg王座決定トーナメント準決勝】                                                    | 2017年4月2日   |
| ○    | 渡辺武                   | 3R終了 判定3-0         | Krush.73 【第5代Krush -60kg王座決定トーナメント準々決勝】                                                  | 2017年2月18日  |
| ○    | 原田ヨシキ               | 3R 1:10 KO             | Krush.71 【第5代Krush -60kg王座決定トーナメント1回戦】                                                     | 2016年12月18日 |
| ○    | 髙橋佑太                 | 3R終了 判定2-0         | K-1 WORLD GP 2016 IN JAPAN ～スーパー・フェザー級世界最強決定トーナメント～                                | 2016年9月19日  |
| ○    | 明戸仁志                 | 3R終了 判定3-0         | Krush.67                                                                                                   | 2016年7月18日  |
| ×    | 神戸翔太                 | 4R終了 判定1-2         | K-1 WORLD GP 2016 -60kg日本代表決定トーナメント 【リザーブファイト】                                       | 2016年4月24日  |
| ○    | 一馬                     | 3R終了 判定3-0         | RISE 109                                                                                                   | 2016年1月31日  |
| ×    | 野辺広大                 | 3R終了 判定0-3         | RISE 107 【第4代RISEスーパーフェザー級王座決定トーナメント準決勝】                                         | 2015年10月12日 |
| ×    | 町田光                   | 5R終了 判定0-3         | REBELS.37 【REBELS -60級タイトルマッチ】                                                                   | 2015年7月12日  |
| ○    | 上杉文博                 | 4R終了 判定2-1         | RISE 105                                                                                                   | 2015年5月31日  |
| ○    | 小川翔                   | 3R終了 判定3-0         | RISE 104                                                                                                   | 2015年3月21日  |
| ×    | SHIGERU                  | 3R 2:59 KO             | BLADE 1 - BLADE FIGHTING CHAMPIONSHIP- BLADE FC JAPAN -61kg                                                | 2014年12月29日 |
| ○    | 野上勇介                 | 2R 0:21 KO             | RISE 101                                                                                                   | 2014年9月28日  |
| ○    | 稲石竜弥                 | 3R終了 判定3-0         | RISE 100〜 BLADE 0〜                                                                                       | 2014年7月12日  |
| ○    | スコーピオン謙太         | 2R 2:47 TKO            | RISE 99 | 2014年4月29日  |
| ×    | 小宮山工介               | 5R終了 判定0-2         | RISE 97 【RISEスーパーフェザー級タイトルマッチ】                                                           | 2014年1月25日  |
| ○    | 山口侑馬                 | 2R 0:56 KO             | RISE 96 | 2013年11月4日  |
| ○    | TASUKU                   | 3R終了 判定2-0         | RISE 95 | 2013年9月13日  |
| ○    | KING                     | 3R終了 判定3-0         | RISE 93 | 2013年6月9日   |
| ○    | 佐々木郁矢               | 3R終了 判定3-0         | RISE ZERO                                                                                                  | 2013年4月14日  |
| ○    | 石井新一                 | 4R終了 判定3-0         | RISE ZERO                                                                                                  | 2013年2月3日   |
| ○    | 開道                     | 3R終了 判定3-0         | RISE 90 | 2012年10月25日 |
| ○    | 元樹                     | 2R 1:24 KO             | RISE 88 | 2012年6月2日   |
| ○    | 武雄                     | 3R終了 判定3-0         | RISE ZERO                                                                                                  | 2012年3月11日  |
| ○    | アキト                   | 2R 1:24 KO             | RISE 86 | 2012年1月28日  |
| ○    | 宮崎就斗                 | 3R終了 判定3-0         | RISE 85〜RISE HEAVY WEIGHT TOURNAMENT2011〜                                                                | 2011年11月23日 |

## 獲得タイトル
- RISING ROOKIES CUP 2012 スーパー・フェザー級優勝
- 第6代Krush -60kg王座